# Diplazium lonchophyllum
Diplazium lonchophyllum är en majbräkenväxtart som beskrevs av Gustav Kunze.
Diplazium lonchophyllum ingår i släktet Diplazium och familjen Athyriaceae. Inga underarter finns listade i Catalogue of Life.